# See-Saw
A Pink Floyd See-Saw című dala 1968. június 29-én jelent meg a zenekar A Saucerful of Secrets című albumán. Az albumon ez Richard Wright második saját dala, amit ő is énekel. Hangulata, hangzása és szövege (az idilli gyermekkor emlékei) Wright másik dalát, a Remember a Dayt idézi, bár a See-Saw egészében véve sokkal komorabb, lehangolóbb érzést kelt a hallgatóban.

## Közreműködők
- David Gilmour – gitár
- Richard Wright – ének, orgona, zongora, Mellotron, vibrafon
- Roger Waters – basszusgitár
- Nick Mason – dob, ütőhangszerek

### Produkció
- Norman Smith – producer